# Fred Flintstone
Fred Flintstone, il cui nome completo è Frederick Joseph Flintstone (l'iniziale centrale cambia talvolta in W. o J.) è il protagonista della serie televisiva a cartoni animati Gli antenati (The Flintstones) della Hanna-Barbera.

## Caratterizzazione del personaggio
Il personaggio vive a Bedrock insieme alla moglie Wilma e alla loro figlia Ciottolina (Pebbles). Hanno come animali domestici un dinosauro di nome Dino e una tigre dai denti a sciabola. Il miglior amico di Fred è il suo vicino di casa Barney Rubble. Fred si guadagna da vivere lavorando come operaio edile presso la cava del Signor Slate.
Fred tende ad essere chiacchierone, arrogante, aggressivo, testardo, irascibile e non molto riflessivo, e progetta costantemente modi per migliorare le condizioni di vita della sua famiglia. Commette sempre un errore prima di impararlo e tende a fare tutto il possibile per evitare di affrontare i problemi. Nonostante la sua durezza, Fred è anche amichevole e ha un cuore amorevole, considerato che è molto devoto alla sua famiglia e si preoccupa molto del suo migliore amico e vicino di casa Barney Rubble. Inoltre, sebbene spesso infastidisca la moglie Wilma col suo carattere burbero, in realtà la ama molto e fa di tutto per compiacere la sua famiglia scusandosi quando va troppo oltre. Non va molto d'accordo con la suocera, che cerca di consigliare a Wilma di lasciarlo perché lo considera troppo sgarbato e maschilista.
Gli hobby di Fred includono il bowling, il golf, il biliardo, il poker, l'automobilismo e rilassarsi sull'amaca. Per queste prime due attività dimostra di avere molto talento, vincendo campionati con le sue abilità nel bowling. Fred ha anche un serio problema con il gioco d'azzardo.
Quando è contento, Fred esclama "Yabba-Dabba-Doo!".

## In altre serie
- Appare in diversi episodi di Drawn Together, come Persi nel parcheggio (Parte seconda).
- Fred compare nell'episodio Un cavernicolo in città del cartone Le tenebrose avventure di Billy e Mandy.
- in un episodio del cartone Il laboratorio di Dexter.
- in più episodi de I Griffin.
- insieme a Wilma e Ciottolina nella couch gag I Simpson.
- appare in un episodio del cartone Jellystone dopo essere stato clonato dalla dottoressa Cindy.